# Black and Yellow
"Black and Yellow" é uma canção pelo rapper americano Wiz Khalifa do seu primeiro álbum de estúdio, Rolling Papers. Foi lançado em 14 de setembro de 2010, como o primeiro single do álbum, e em 2013 ultrapassssou a marca expressiva de 150 milhões de visualizações no YouTube .
A canção foi escrita por Wiz Khalifa e Stargate, e foi produzido por Stargate. A canção alcançou a posição # 1 na Billboard Hot 100, tornando-se o primeiro número um de Wiz Khalifa nos Estados Unidos.
O título da canção é uma referência às cores de Pittsburgh, Pensilvânia, e todas as suas equipes esportivas profissionais. As cores são tradicionalmente conhecidos como preto e dourado, mas a cor pode geralmente ser percebido como o amarelo. A canção gerou dezenas de remixes, paródias e refilmagens, na maioria das vezes em homenagem a outros esportes equipes norte-americanos, e também para equipes não-americanas.

## Desempenho nas paradas
| Paradas (2010–11)                              | Melhor posição |
| ---------------------------------------------- | -------------- |
| Austrália (ARIA)                               | 24             |
| Austrália (ARIA Urban Singles)                 | 9              |
| Áustria (Ö3 Austria Top 75)                    | 44             |
| Bélgica (Ultratip Bubbling Under de Flandres)  | 2              |
| Bélgica (Ultratop 50 da Valônia)               | 46             |
| Canadá (Canadian Hot 100)                      | 7              |
| República Checa (Rádio Top 100)                | 35             |
| Dinamarca (Hitlisten)                          | 12             |
| Finlândia (Suomen virallinen lista)            | 2              |
| França (SNEP)                                  | 38             |
| O campo songid é OBRIGATÓRIO PARA PARADA ALEMÃ | 31             |
| / ( Nielsen Company Chart)                     | 91             |
| Irlanda (IRMA)                                 | 14             |
| Países Baixos (Single Top 100)                 | 44             |
| Nova Zelândia (RIANZ)                          | 21             |
| Eslováquia (Rádio Top 100)                     | 26             |
| Suécia (Sverigetopplistan)                     | 28             |
| Suíça (Schweizer Hitparade)                    | 44             |
| Reino Unido (OCC UK R&B)                       | 2              |
| Reino Unido (UK Singles Chart)                 | 5              |
| Estados Unidos (Billboard Hot 100)             | 1              |
| Estados Unidos (Billboard R&B/Hip-Hop Songs)   | 6              |
| Estados Unidos (Billboard Hot Rap Songs)       | 1              |
| Estados Unidos (Billboard Mainstream Top 40)   | 18             |
| Estados Unidos (Billboard Rhythmic)            | 1              |

### Tabelas de fim de ano
| Paradas (2011)                     | Posição |
| ---------------------------------- | ------- |
| Estados Unidos (Billboard Hot 100) | 31      |